# Cantó d'Angers-Centre
El cantó d'Angers-Centre és una antiga divisió administrativa francesa del departament de Maine i Loira, situat al districte d'Angers. Compta amb part del municipi d'Angers.
Va desaparèixer el 2015.

## Municipis
- Angers

## Història
| Data d'elecció                           | Identitat                   | Partit           | Qualitat |
| ---------------------------------------- | --------------------------- | ---------------- | -------- |
| 1964-1975                                | Suzanne Bouvet              | Divers droite    |          |
| 1975-1991                                | Pierre Roland               | RPR              |          |
| 1991-2010                                | François Chanteux           | RPR, després UMP |          |
| 2010-2015                                | Frédérique Drouet d'Aubigny | UMP              |          |
| les dades anteriors no són pas conegudes |                             |                  |          |
|                                          |                             |                  |          |

## Demografia
| A partir de 1990: Població sense dobles comptes |